# 两广蛇根草
两广蛇根草（学名：Ophiorrhiza liangkwangensis）是茜草科蛇根草属的植物，为中国的特有植物。分布于中国大陆的广东、广西等地，生长于海拔1,300米的地区，常生长在林缘路边，目前尚未由人工引种栽培。